# Лейва, Тереза
Тереза Лейва (исп. Teresa Leyva; род. в 1965 году) — колумбийская шахматистка.

## Биография
С середины 1970-х до середины 1980-х была одной из ведущих шахматисток Колумбии. Два раза побеждала на чемпионатах Колумбии по шахматам среди женщин (1976, 1982) Представляла Колумбию на трех шахматных олимпиадах (1976, 1980—1982), где в индивидуальном зачете завоевала золотую медаль (1982) на третьей доске.